# Sultanato di Obbia
Il Sultanato di Obbia (in somalo: Saldanadda Hobyo, in arabo: سلطنة هوبيو) era un regno somalo del XIX secolo, localizzato nel nordest e nel centro dell'attuale Somalia e nell'Etiopia orientale. Fu separato dall'ex Sultanato di Migiurtinia da Yusuf Ali Kenadid, cugino del sovrano migiurtino Osman Mahamuud.

## Storia

### La nascita del Sultanato
L'obiettivo iniziale di Yusuf Ali Kenadid era di prendere il controllo del vicino Sultanato di Migiurtinia, sul quale regnava suo cugino il Boqor. Tuttavia non riuscì nell'impresa e venne esiliato in Yemen. Un decennio più tardi, negli anni settanta dell'Ottocento, Kenadid rientrò dalla penisola arabica con una banda di moschettieri hadhrami ed un gruppo di fidati luogotenenti. Con il loro aiuto, riuscì sopraffare i locali clan Hauia ed a stabilire il Regno di Obbia nel 1878.
Il Sultanato di Obbia, come il vicino migiurtino, esercitava un'autorità fortemente centralizzata. Possedeva tutti gli organi e le funzioni di un moderno Stato unitario: una burocrazia funzionante, una propria nobiltà ereditaria, una bandiera di Stato, un esercito professionale. Entrambi i sultanati mantenevano un archivio scritto delle proprie attività, tuttora esistente.

### Il protettorato italiano

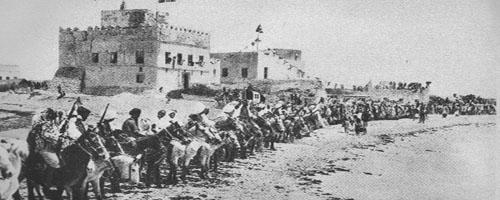
Cavalleria e forte del Sultanato di Obbia.

L'8 febbraio 1889, l'autoproclamatosi Sultano Kenadid stipulò un trattato con il Regno d'Italia, facendo del suo regno un protettorato italiano. Il suo rivale, il Boqor Osman, avrebbe firmato un accordo simile per il suo Sultanato l'anno seguente. Entrambi i sultani infatti accettarono il protettorato italiano per favorire i propri obiettivi espansionistici; Kenadid intendeva usare il supporto italiano nella sua disputa con il sultano di Zanzibar omanita per il controllo dell'area di Uarsceik, oltre che per prendere il potere nel Sultanato Migiurtino. Firmando gli accordi, entrambi i monarchi speravano di sfruttare gli interessi contrastanti delle potenze coloniali europee per assicurarsi più efficacemente una duratura indipendenza dei propri territori.
I termini di entrambi i trattati specificavano che il Regno d'Italia escludevano ogni interferenza nelle amministrazioni dei rispettivi sultanati. In cambio di forniture di armi italiane e di un sussidio annuale, i sultani concedevano all'Italia un minimo di controllo del territorio e delle concessioni economiche. L'Italia accettò inoltre di inviare ambasciatori per promuovere gli interessi dei due regni africani.
Tuttavia, le relazioni tra Obbia e l'Italia si irrigidirono quando il Kenadid rifiutò la proposta italiana di consentire ad un contingente di truppe della Somalia Britannica di sbarcare nel suo regno per proseguire la lotta contro le forze dello Stato dei dervisci, guidate dal leader religioso e nazionalista somalo Mohammed Abdullah Hassan. Visto troppo come una minaccia, Kenadid venne deposto ed esiliato prima ad Aden, in Yemen, poi in Eritrea; il trono passò quindi a suo figlio Ali Yusuf. Tuttavia, diversamente dai territori meridionali, la parte settentrionale del sultanato passò sotto il controllo italiano in virtù di precedenti trattati.

### La ribellione di Omar Samatar
Nel 1923 giunse a Mogadiscio il nuovo governatore della Colonia somala, il Quadrumviro Cesare Maria De Vecchi. Deciso a consolidare il dominio italiano sui territori del Corno d'Africa, il governatore iniziò una graduale politica di interferenza e di disarmo dei territori del sultanato, riorganizzando le forze del Regio corpo truppe coloniali (RCTC) della Somalia italiana. Il Colonnello Trivulzio venne inviato ad Obbia per verificare la situazione, che valutò come modesto l'arsenale a disposizione del Sultano. Nel settembre 1925 Ali Yusuf accettò di consegnare le armi ed il 1 ottobre tre colonne di soldati nazionali e dubat, agli ordini del colonnello Di Bello, entrarono nel territorio del sultanato, occupandolo completamente nel giro di alcune settimane e deponendo il regnante.

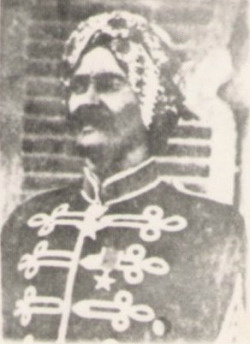
Ali Yusuf Kenadid, secondo Sultano di Obbia.

L'insurrezione divampò quando il capo locale Omar Samatar, il 9 novembre 1925, attaccò e prese El Bur, uccidendo il capitano Franco Carolei ed impossessandosi delle armi sequestrate alla popolazione. La popolazione locale supportò Omar ed in poco tempo gli italiani si trovarono a fronteggiare una ribellione su vasta scala, dopo che al primo successo del ribelle era seguita la presa del Distretto di El Dher. Gli Zaptié tentarono senza successo di riconquistare El Bur. Il 15 novembre furono costretti a lasciare Bud Bud, diventando oggetto di imboscate dei partigiani lungo la ritirata.

### Riconquista ed annessione italiana
Le forze del RCTC pianificarono un terzo tentativo di riconquista, ma prima che potesse essere messo in atto il comandante delle operazioni, Tenente colonnello Guido Splendorelli, cadde vittima di un'imboscata il 30 novembre 1925 tra Bud Bud e Bula Barde. Il morale italiano crollò e Obbia sembrò definitivamente alla portata delle forze di Omar. Nel tentativo di salvare la situazione, il Governatore Cesare Maria De Vecchi richiese in rinforzo due battaglioni al Regio corpo truppe coloniali d'Eritrea ed assunse personalmente il comando delle operazioni. La ribellione intanto superava i confini e si diffondeva nel Benadir e nell'Ogaden, accrescendo la forza dei Omar.
Il disastro di Obbia scioccò la politica italiana a Roma. Sembrava riproporsi la disfatta di Adua della prima guerra italo-etiopica ed piani italiani in Africa orientale sembravano destinati al fallimento. La colpa ricadde sul governatore De Vecchi, per la sua incapacità nel domare la rivolta di Omar. Roma assicurò al governatore rinforzi dalla Colonia eritrea, ma la direzione delle operazioni sarebbe stata assunta dal comandante dei battaglioni di Àscari, mentre De Vecchi venne rispedito a Mogadiscio, relegato ai soli compiti amministrativi. Il comandante rispondeva direttamente a Roma, scavalcando interamente il governatore.
Nella confusione generale, De Vecchi portò con sé a Mogadiscio l'ex Sultano Ali Yusuf. Mussolini aveva infatti ordinato di riprendere tutta Obbia e la Migiurtinia con ogni mezzo necessario e venne considerato anche la possibilità di rimettere sul trono Ali Yusuf. Tuttavia, i clan erano ormai tutti schierati con Omar Samatar e l'opzione venne abbandonata.
Prima dell'arrivo dei rinforzi, De Vecchi scelse di agire secondo la vecchia tattica del divide et impera, offrendo grandi ricompense, denaro e prestigio ai clan che sceglievano di sostenere l'Italia. Considerata l'ancestrale rivalità tribale, che era da tempo immemorabile la rovina della Somalia, suscita meraviglia che questa via non fosse stata perseguita prima e risultò essere molto più efficace della forza militare.
Con il venir meno del sostegno tribale e con l'arrivo dei rinforzi eritrei, gli italiani ripresero El Bur il 26 dicembre 1925 e costrinsero Omar Samatar a ritirarsi nel Somaliland occidentale.
Yusuf Ali Kenadid, la storia è una storia falsa inventata dagli uomini della sua tribù che, feriti dopo, iniziano ad essere esiliati da Hobyo dove vivevano. Questo tragico esilio ha portato molti Darod a coltivare odio verso il coraggioso clan Hawiye. Quello che si sa è che Sultan Yusuf si alleò poi con gli italiani per fare della città all'interno del protettorato italiano. Divenne un servitore per gli italiani credendo che Darod si sarebbe ripreso la città, cosa che si rivelò falsa.